# Щелыково (музей-заповедник)
Щелыко́во (полное название — Госуда́рственный мемориа́льный и приро́дный музе́й-запове́дник А. Н. Остро́вского «Щелыко́во») — музей-заповедник федерального значения в Островском районе Костромской области. Расположен в 120 км к востоку от Костромы и в 15 км к северу от Кинешмы.
Усадьба неразрывно связана с жизнью и творчеством драматурга Александра Николаевича Островского. С 1867 по 1886 год он ежегодно проводил здесь летние месяцы, работая над многими ключевыми произведениями. Музейный комплекс был основан в 1923 году и включает в себя мемориальный дом Островского, литературно-театральный музей, мемориальный парк, а также Никольскую церковь в селе Бережки с некрополем семьи Островских.

## История

### До Островских
В начале XVII века местность, известная как пустошь Шалыково, находилась в составе вотчины бояр Годуновых. В 1650 году она была продана представителю костромской ветви рода Кутузовых — Василию Ивановичу Кутузову. Основание усадьбы относят к 1678 году, когда в переписных книгах был упомянут «двор вотчинников».
Расцвет усадьбы пришёлся на вторую половину XVIII века, когда её владельцем был предводитель костромского дворянства, генерал-майор Фёдор Михайлович Кутузов. При нём был возведён большой каменный усадебный дом, построены хозяйственные службы и оранжереи, а также разбит ландшафтный парк. По его заказу в соседнем селе Бережки архитектор Степан Воротилов построил каменную церковь Святителя Николая. В 1770-х годах главный дом сгорел и не восстанавливался. Новый господский дом был построен на берегу реки Куекши, однако из-за сырости оказался непригоден для проживания.
После смерти Ф. М. Кутузова в 1801 году усадьба начала приходить в упадок. Его наследники, Сипягины, довели имение до разорения. В 1847 году Щелыково было продано с торгов в Московском опекунском совете. Покупателем стал отец драматурга, Николай Фёдорович Островский, заплативший за усадьбу с 127 крепостными душами.

### Период владения Островскими

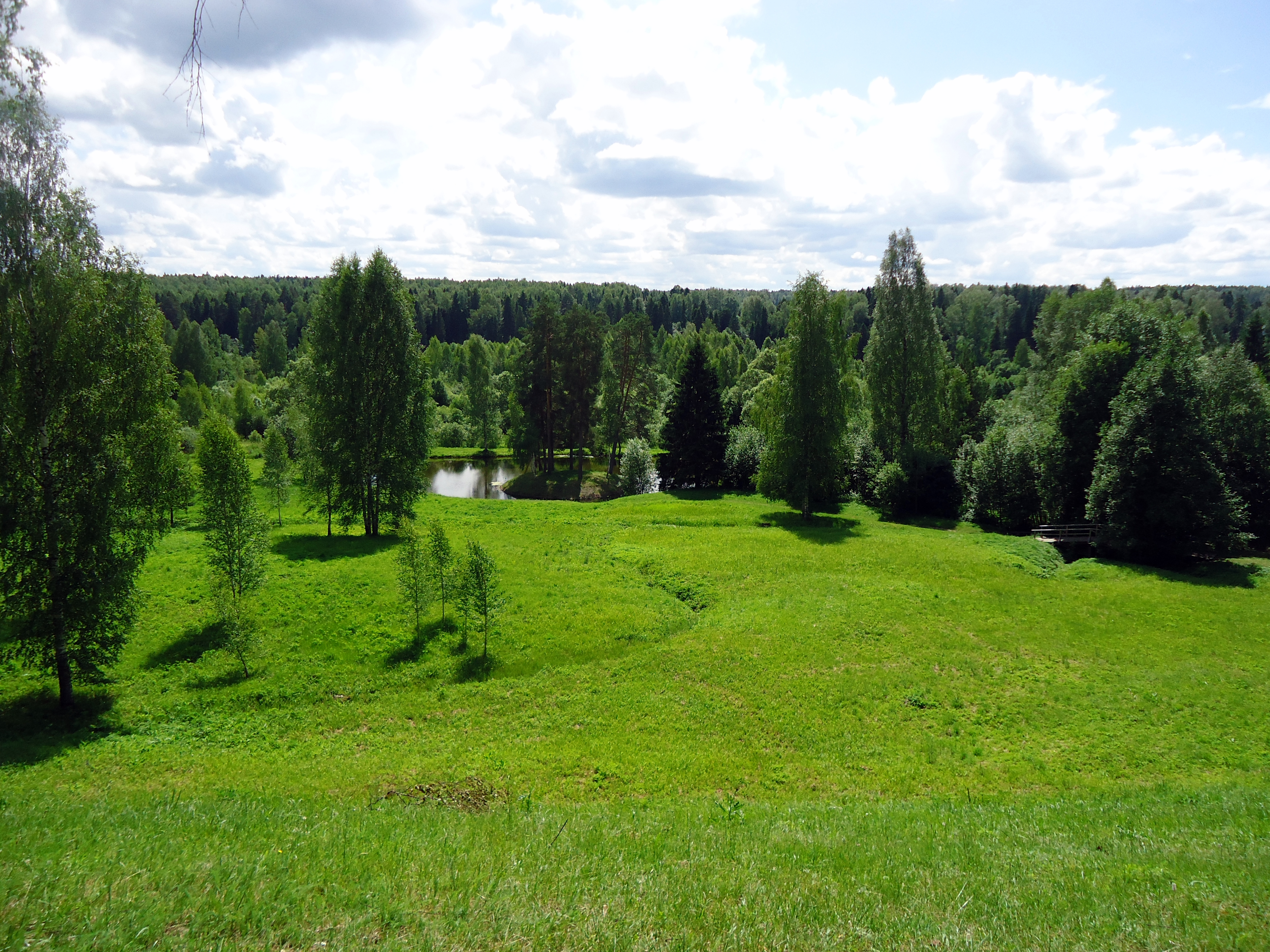
Природа Щелыкова

Александр Николаевич Островский впервые посетил Щелыково 1 мая 1848 года. Первоначальное впечатление было негативным, но на следующий день он записал в дневнике:

Сегодня я рассмотрел его, и настоящее Щелыково настолько лучше воображаемого, насколько природа лучше мечты. <…> Что за реки, что за горы, что за леса!.. Если бы этот уезд был подле Москвы или Петербурга, он бы давно превратился в бесконечный парк, его бы сравнивали с лучшими местами Швейцарии и Италии.

После смерти отца в 1853 году усадьба перешла к его вдове Эмилии Андреевне, при которой хозяйство пришло в упадок. В 1867 году Александр Николаевич вместе с братом Михаилом выкупили имение у мачехи. С этого времени драматург проводил в Щелыкове по 4—5 месяцев в году. Здесь он работал над пьесами «Гроза», «Лес», «Волки и овцы», «Бесприданница» и обдумывал замысел «Снегурочки». Его брат П. Н. Островский вспоминал: «Важнейший подготовительный процесс задуманной пьесы протекал обыкновенно у Александра Николаевича во время летнего отдыха в его любимом Щелыкове».
Островский занимался сельским хозяйством, но без особого успеха. В сентябре 1884 года неизвестные подожгли гумно с урожаем. Это событие стало для драматурга тяжёлым потрясением, последствия которого сказались на его здоровье. Александр Николаевич скончался в своём щелыковском кабинете 2 (14) июня 1886 года. Он был отпет в Никольской церкви и похоронен на церковном кладбище в селе Никола-Бережки.

### После смерти драматурга
После кончины А. Н. Островского имение было разделено между его вдовой Марией Васильевной и братом Михаилом. После смерти Михаила в 1901 году его доля перешла к дочери драматурга, Марии Александровне Шателен. В 1903 году по её проекту из материалов разобранного гостевого дома был построен «Голубой дом» в так называемой «Новой усадьбе». После смерти Марии Васильевны в 1906 году «Старая усадьба» отошла сыну драматурга Сергею.

### Советский период
После национализации в 1918 году в доме А. Н. Островского размещался волостной совет, а затем детский приют. 5 сентября 1923 года усадьба была передана Наркомпросу для организации музея. Заведующей была назначена внучка драматурга М. М. Шателен, однако из-за отсутствия финансирования постройки ветшали, и в 1926 году управление было передано местному учителю Якову Беликову. В 1928 году решением Совнаркома СССР усадьба была передана московскому Малому театру для организации музея и дома отдыха. Руководить созданием хозяйства был приглашён агроном Геннадий Манке.
Во время Великой Отечественной войны в усадьбе был организован интернат для детей сотрудников Малого театра, что привело к обветшанию построек. В 1944 году для оценки состояния хозяйства был командирован помощник директора Малого театра П. А. Нечаев, который организовал срочный ремонт дома и инфраструктуры. Под его общим руководством в 1948 году, к 125-летию Островского, была открыта первая мемориальная экспозиция, а Щелыково получило статус Государственного заповедника.
В 1950-е годы, под управлением ВТО, начался новый этап развития. В 1956 году была проведена первая научная реставрация дома Островского и установлен новый бронзовый бюст-памятник. С этого же года в Щелыкове стали проводиться ежегодные научные конференции («Щелыковские чтения»). В 1960-е годы под руководством директоров А. И. Яцко и П. Н. Ельчанинова музею был передан храм Св. Николая (1963), в главном доме установлено отопление, начато воссоздание дома Соболева.
Кульминацией развития стал 1973 год, когда к 150-летию со дня рождения драматурга под руководством директора Б. П. Сергеева был открыт новый монументальный памятник Островскому работы скульптора А. П. Тимченко и новое здание Литературно-театрального музея.

## Архитектурно-парковый ансамбль

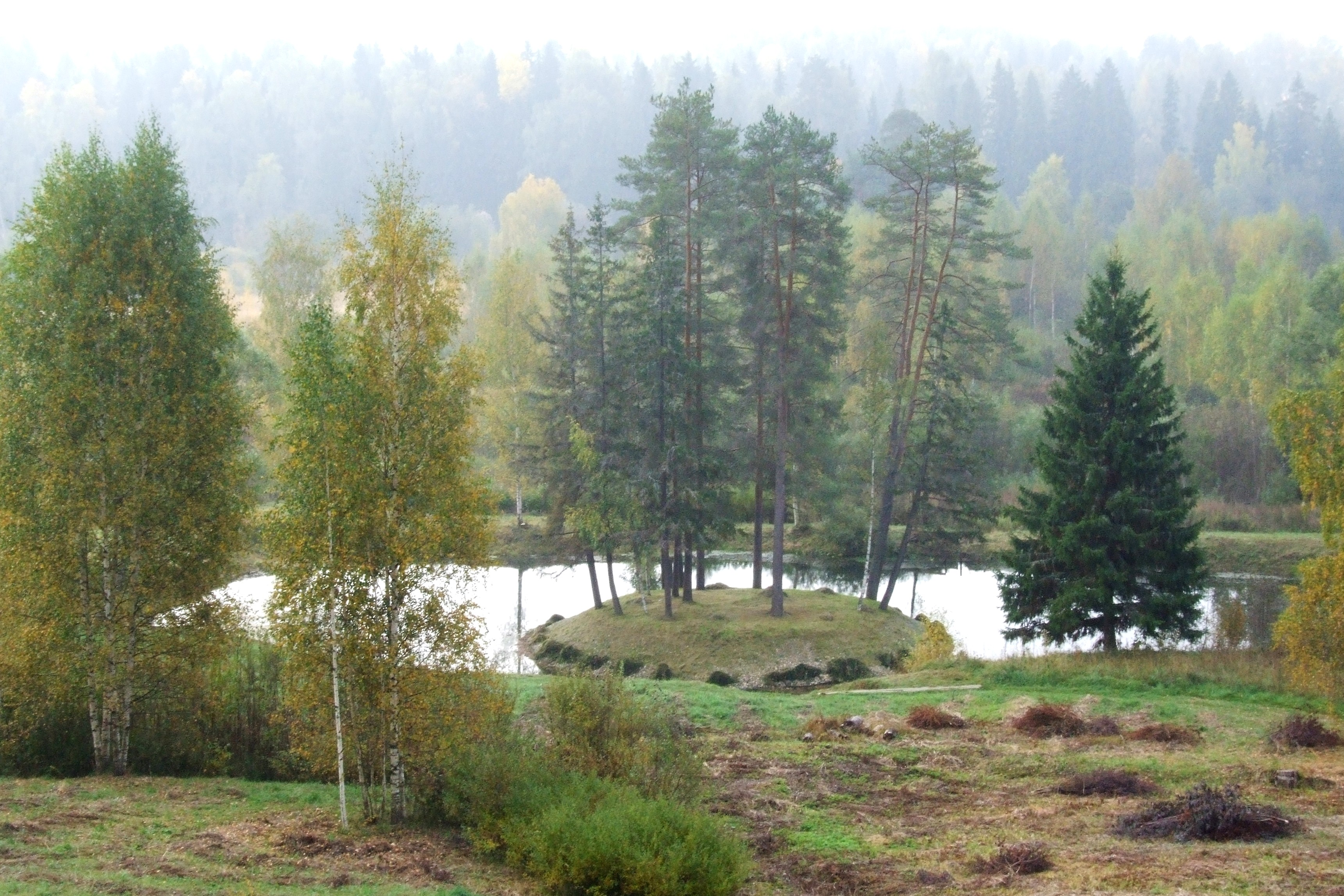
Мемориальный парк в усадьбе

- Дом-музей А. Н. Островского — центральный объект заповедника, деревянный усадебный дом, построенный в конце XVIII — начале XIX века. Внутри воссоздана мемориальная обстановка.
- Мемориальный парк — ландшафтный парк в английском стиле, заложенный при Кутузовых.
- Литературно-театральный музей — расположен в здании, построенном в 1973 году. Экспозиция посвящена творчеству Островского и истории постановок его пьес.
- Голубой дом — дом, построенный в 1903 году дочерью драматурга М. А. Шателен.
- Дом Соболева — этнографический музей, воссозданный в 1973 году по образцу дома крестьянина и друга драматурга И. И. Соболева[13].

### Никольская церковь и некрополь

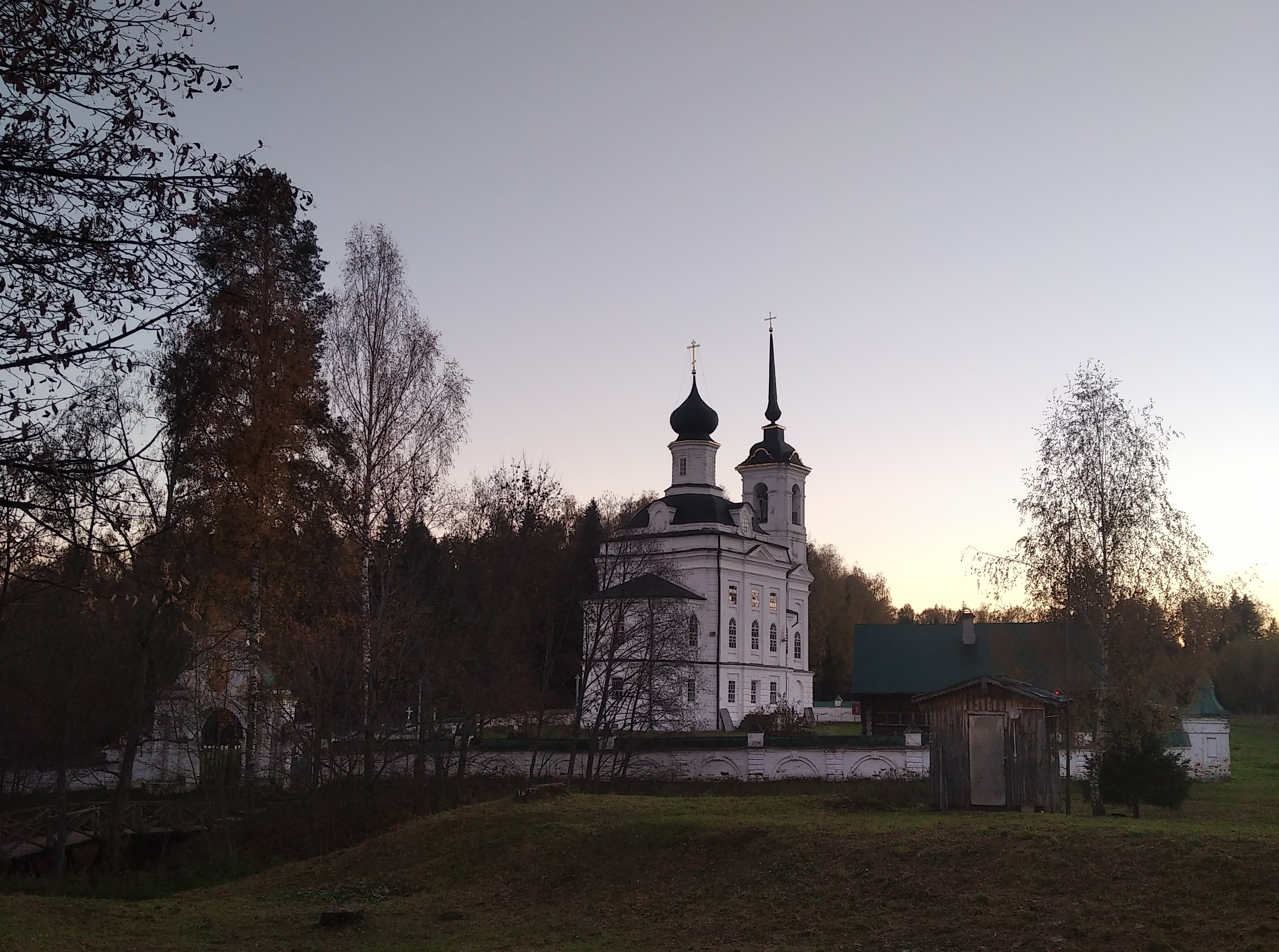
Храм Святителя Николая в Бережках

Двухэтажная каменная церковь Святителя Николая в селе Никола-Бережки была построена в 1782—1792 годах по заказу Ф. М. Кутузова. Авторство проекта приписывается костромскому архитектору С. А. Воротилову.

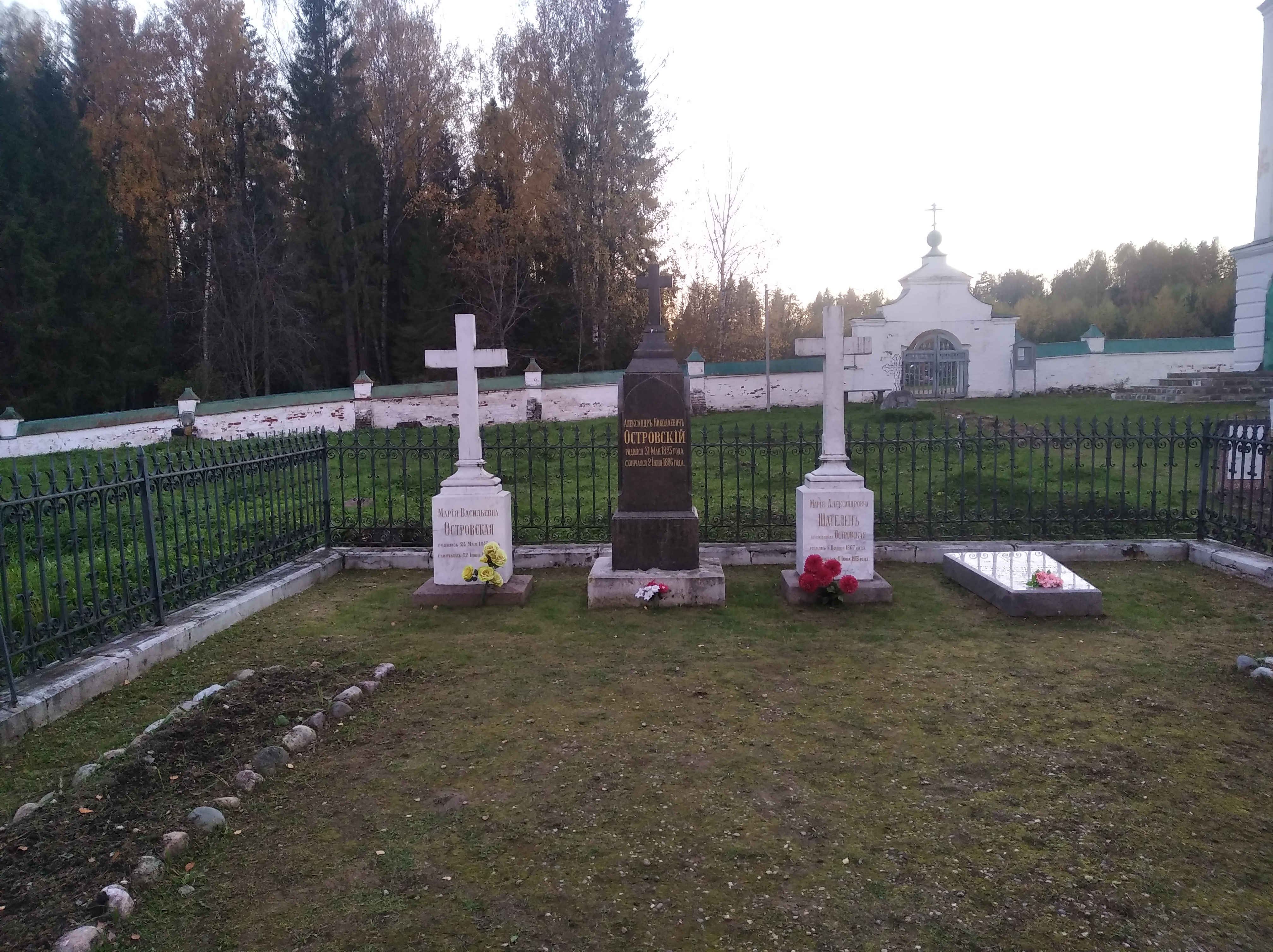
Семейный некрополь Островских

Рядом с храмом расположен семейный некрополь Островских. Здесь покоятся сам драматург, его отец, жена и дочь. Храм является памятником федерального значения. В 2010 году общественный резонанс получила информация о затянувшихся реставрационных работах на некрополе.

## Современное состояние
С 1928 года Щелыково является местом отдыха для актёров Малого театра. В 1971 году Дом отдыха был переименован в Дом творчества Всероссийского театрального общества (ныне — Союз театральных деятелей РФ). На его базе функционирует санаторий «Щелыково».

### Памятные даты и мероприятия
- 12 апреля — день рождения А. Н. Островского.
- 14 июня — День памяти А. Н. Островского.
- Сентябрь — ежегодные научные «Щелыковские чтения».
- Третья суббота июля — усадебный праздник «Щелыковская услада».

## Директора и ключевые сотрудники
В разные годы значительный вклад в развитие музея-заповедника внесли его руководители и сотрудники:
- Шателен, Мария Михайловна (1895—1977) — внучка А. Н. Островского, первая заведующая усадьбой (1923—1926).
- Беликов, Яков Андреевич — заведующий усадьбой (1927—1929). Местный учитель, руководил усадьбой в сложный период перед её передачей Малому театру[6].
- Манке, Геннадий Генрихович (1884—1937) — первый директор Дома отдыха (1928—1936). Агроном, организовал в Щелыкове масштабное подсобное хозяйство. В 1937 году был репрессирован[7].
- Нечаев, Поликарп Андреевич — помощник директора Малого театра, осуществлял общее руководство хозяйством Щелыкова с 1944 по 1959 год. Организатор послевоенного восстановления усадьбы[8].
- Соболев, Иван Иванович (1872—1949) — друг детства А. Н. Островского. Его воспоминания помогли восстановить обстановку в мемориальном доме. С 1944 года был заведующим музеем и первым экскурсоводом[13].
- Петрова, Евдокия Алексеевна (1917—1990) — заведующая музеем (1954—1968). Заложила основы научной фондовой работы, проведя первую систематическую опись мемориальных предметов. Издала первый путеводитель по Щелыкову[9].
- Яцко, Афанасий Иванович (1907—1976) — директор Музея-заповедника (1961—1967). Ветеран Великой Отечественной войны. При нём музею была передана Никольская церковь[10].
- Антропов, Леонид Иванович (1911—1979) — зам. директора по научной работе (1966—1969). Архитектор-реставратор, внёс большой вклад в воссоздание исторического облика дома-музея, подбирая аутентичные стройматериалы и предметы быта[17].
- Ельчанинов, Пётр Наумович (1916 — не ранее 1969) — директор Музея-заповедника (1967—1969). Ветеран Великой Отечественной войны. При нём в доме-музее было установлено отопление[11].
- Сергеев, Борис Павлович — директор Музея-заповедника (1969—1974). Под его руководством прошли масштабные юбилейные торжества 1973 года с открытием нового памятника и Литературно-театрального музея[12].